# Pseudorhabdosynochus hirundineus
Espèce
Pseudorhabdosynochus hirundineus est une espèce de Monogène Diplectanidae parasite sur les branchies d'un mérou. L'espèce a été décrite en 2005.

## Description
Pseudorhabdosynochus hirundineus est un monogène de petite taille, de 0,3-0,5 mm de longueur. L'espèce a les caractéristiques générales des autres espèces du genre Pseudorhabdosynochus, avec un corps plat et un hapteur postérieur qui est l'organe par lequel le Monogène s'attache à la branchie du poisson-hôte. Le hapteur porte deux squamodisques, un ventral et un dorsal. L'organe copulateur mâle sclérifié, ou "organe tétraloculé" a la forme d'un haricot avec quatre chambres internes, comme chez les autres espèces de Pseudorhabdosynochus . Le vagin inclut une partie sclérifiée, qui est une structure complexe.

## Étymologie

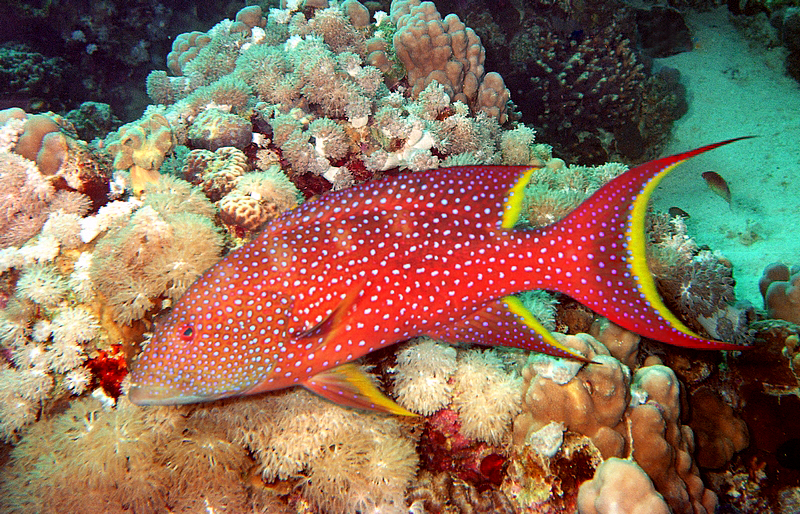
La saumonée hirondelle Variola louti est l'hôte de Pseudorhabdosynochus hirundineus

Le nom hirundineus (Latin pour "de l'hirondelle") a été choisi en référence au nom du poisson-hôte en Nouvelle-Calédonie, la "saumonée hirondelle" ainsi nommée parce que la forme de sa queue évoque celle d'une hirondelle.

## Hôtes et localités
La saumonée hirondelle Variola louti est l'hôte-type de Pseudorhabdosynochus hirundineus. La localité-type est le récif au large de Nouméa, Nouvelle-Calédonie.